# Human Accomplishment
Human Accomplishment: The Pursuit of Excellence in the Arts and Sciences, 800 BC to 1950 je kniha vydaná v roce 2003, jejímž autorem je Charles Murray.
Autor v ní analyzuje míru, jakou přispěli jednotlivci a státy k rozvoji věd a umění v období od starověku do poloviny dvacátého století. Snaží se toho docílit pomocí určení množství místa, které je jim věnováno v různých referenčních pracích a odborných publikacích. Toto vědní odvětví se nazývá historiometrie. Z Murrayových výsledků vyplývá, že téměř veškerý vědecký pokrok je dílem Evropanů a jejich potomků (Američanů, Australanů, Kanaďanů a Novozélanďanů). 97 % vědeckého pokroku tedy připadá na Evropany včetně Židů, 2 % na Asiaty a 1 % na Araby.

## Role menšin
V kapitole 12 nazvané "...and of dead white males" se autor zabývá především rolí těch, kdo nespadají do skupiny bílých mužů (tedy téže skupiny, která vykazuje drtivý podíl nejvýznamnějších osobností). Do této kategorie spadají ženy a Židé a jiné menšiny. Rozebírá se zde jejich role v souvislosti s jejich vynálezy a příspěvky lidstvu.

### Ženy
Autor nejprve analyzuje podíl žen na vědeckých objevech, které přispěly k rozvoji společnosti ("accomplishments"). Podle jeho zjištění mají ženy na takovýchto objevech jen velmi malý podíl. Podle autorova vlastního historiometrického výzkumu tvořily ženy celkem 2.2% všech významných světových osobností mezi 800 př.-1950. Mezi lety 1900 a 1950 ženy tvořily pouze 5% z celkového počtu osobností činných v exaktních vědách ("hard sciences"), 3 procenta v matematice, 7 % v medicíně a 0 % v technologiích. Po roce 1950 se situace příliš nezměnila. Zastoupení žen – laureátek Nobelovy ceny činilo v letech 1900-1950 4 % a v letech 1951-2000 pouze 3 %.Polem, kde jsou ženy nejvíce činné, je literatura, kde se také poslední dobou nejvíce zvyšuje jejich procentuální zastoupení. Nejvíce jsou zastoupeny v japonské literatuře s 8 % významných jmen; nejslavnější spisovatelkou japonské literatury je Murasaki Šikibu (autorka knihy Příběh prince Gendžiho), která se v Murrayově žebříčku japonské litereatury umístila třetí.

#### Příčiny
Autor si klade otázku: když Židé po začátku osvícenství a emancipace byli schopni dosáhnout takového úspěchu, proč totéž neudělaly i ženy? Odpovídá si těmito způsoby:
1. Environmentální příčiny. Problémy spojené se sňatkem a mateřstvím. Žena si musela vybrat mezi kariérou a mateřstvím. Autor vysvětluje roli mateřství v životě ženy, kterou charakterizuje jako „life-altering experience“. Muži podle si podle autora musí hledat náhražku mateřství v práci. Pro ženy, které již jsou matkami, se pravděpodobnost úspěchu v umění a vědě prudce snižuje.
2. Vrozené příčiny. Murray zde nabízí vysvětlení, které je podle jeho vyjádření i jeho osobním názorem, totiž že rozdíly mezi muži a ženami jsou důsledkem vrozených příčin. Uvádí příklady toho, že patriarchát je nevyhnutelný a ukazuje, že lidské společnosti jsou bez rozdílu založeny na odlišnostech mezi muži a ženami. Rozdíly v attainmentu mohou mít několik příčin. Jedna teorie předpokládá, základní roli agresivity v tomto schématu. Muži mají díky testosteronu větší agresivitu, jsou tudíž schopni bezohledně soupeřit a jít za svým cílem. Přestože muži a ženy mají stejnou průměrnou inteligenci, muži se častěji nacházejí v extrémech tohoto spektra, tzn. muži mají tendenci být buď vysoce inteligentní nebo podprůměrně inteligentní, méně se jich nachází ve středu tohoto spektra. Další vysvětlení spočívá v tom, že podoba mužského a ženského mozku je odlišná. Muži mají z evolučního hlediska více rozvinuté prostorové schopnosti, ženy verbální schopnosti. To také odpovídá zastoupení žen v accomplishmentech. Obecně se dá říct, že zastoupení žen se snižuje od méně abstraktního k více abstraktnímu. Ženy jsou například zastoupeny podle knihy výrazně více v literatuře, méně v umění a nejméně ve skládání hudby (0.2 %), protože to vyžaduje pokročilou schopnost abstraktního uvažování. Také výzkum Marie Curie, asi nejslavnější vědkyně, byl z velké části založen na konkrétních, nikoli abstraktních, poznatcích.

### Židé
Zastoupení Židů ve všech oblastech vědeckého poznání a umění je extrémně disproporční vzhledem k jejich počtu. Před počátkem 19. století však jejich zastoupení bylo mnohem slabší. Murray uvádí citaci Raphaela Pataie: „Náhlost, se kterou se Židé začali objevovat ... je naprosto ohromující. Vypadalo to, jakoby se velký rezervoár židovského talentu, dosud uvězněný za zdí talmudského učení, náhle rozlil do všech oblastí nežidovské kulturní činnosti.“
Mezi lety 1830 – 1870 se objevilo 16 židovských významných osobností, v letech 1870 – 1910 jich už bylo 40 a v období 1910-1950, které zahrnuje i dobu 2.světové války, se jejich množství téměř ztrojnásobilo na 114.
V letech 1870-1950 byli Židé nadpočetně zastoupeni ve všech oblastech, např. ve filosofii byl poměr zastoupení významných osobností k jejich očekávanému počtu 14:1, v matematice 12:1 a ve fyzice 9:1. Dále, Židé v letech 1901 – 1950 získali 14 % všech Nobelových cen, v letech 1951-2000 to už bylo 29%., 18 ze 46 laureátů Nobelovy ceny za ekonomii (39%) jsou také Židé.

## Úpadek Evropy
V letech 1850 – 1950 měl accomplishment tendenci klesat – což je zajímavé, přihlédneme-li k obrovskému rozšíření vzdělání v této době. Snižování množství vědeckých vynálezů se podle knihy postupem času stává nevyhnutelné, protože vzrůstající komplexita vědeckého poznání nedovoluje učinit tolik nových vynálezů, které by nevyžadovaly předchozí znalosti. Murray věří, že v umění ke zpomalení rozvoje došlo v důsledku ztráty víry ve smysl života a důležitost jednotlivce, a to zejména v post-freudovské době.
Murray očekává, že za 200 let si lidé nebudou pamatovat téměř žádné umění z druhé poloviny 20. století. Evropa, vlast géniů, se zhroutila do pohodlné kulturní stáze připomínající Řím v 2. století n. l. Kromě filosofického vysvětlení se nabízí také vysvětlení praktická, jako je genocida Židů v průběhu 2. světové války (Židé byli dlouhodobě nejúspěnější etnickou skupinou, od roku 1870 měli šestkrát větší šanci stát se významnými osobnostmi a tudíž být zahrnuti v Murrayově seznamu), vzestup anti-elitářské ideologie, a úpadek nacionalismu.

## Tabulky
| Matematika            | Skóre |
| --------------------- | ----- |
| Leonhard Euler        | 100   |
| Isaac Newton          | 89    |
| Eukleides             | 83    |
| C. F. Gauss           | 81    |
| Pierre de Fermat      | 72    |
| Gottfried Leibniz     | 72    |
| René Descartes        | 54    |
| Georg Cantor          | 50    |
| Blaise Pascal         | 47    |
| Bernhard Riemann      | 47    |
| David Hilbert         | 40    |
| Jakob Bernoulli       | 40    |
| Diofantos             | 39    |
| Gerolamo Cardano      | 37    |
| François Viète        | 36    |
| Adrien-Marie Legendre | 36    |
| John Wallis           | 36    |
| A. L. Cauchy          | 35    |
| Fibonacci             | 34    |
| Archimedes            | 33    |

| Západní filosofie     | Skóre |
| --------------------- | ----- |
| Aristoteles           | 100   |
| Platon                | 87    |
| Immanuel Kant         | 74    |
| René Descartes        | 51    |
| G. W. F. Hegel        | 46    |
| Tomáš Akvinský        | 39    |
| John Locke            | 37    |
| David Hume            | 36    |
| Augustinus            | 30    |
| Baruch Spinoza        | 27    |
| Gottfried Leibniz     | 27    |
| Sokrates              | 26    |
| Arthur Schopenhauer   | 24    |
| George Berkeley       | 21    |
| Friedrich Nietzsche   | 20    |
| Thomas Hobbes         | 19    |
| Bertrand Russell      | 18    |
| Jean-Jacques Rousseau | 17    |
| Plotinos              | 17    |
| J. G. Fichte          | 17    |

| Fyzika               | Skóre |
| -------------------- | ----- |
| Isaac Newton         | 100   |
| Albert Einstein      | 100   |
| Ernest Rutherford    | 88    |
| Michael Faraday      | 86    |
| Galileo Galilei      | 83    |
| Henry Cavendish      | 57    |
| Niels Bohr           | 52    |
| J. J. Thomson        | 50    |
| James Clerk Maxwell  | 50    |
| Pierre Curie         | 47    |
| Gustav Kirchhoff     | 43    |
| Enrico Fermi         | 42    |
| Werner Heisenberg    | 41    |
| Marie Curie          | 41    |
| Paul Dirac           | 40    |
| James Prescott Joule | 40    |
| Christiaan Huygens   | 39    |
| William Gilbert      | 37    |
| Thomas Young         | 37    |
| Robert Hooke         | 36    |

| Západní hudba             | Skóre |
| ------------------------- | ----- |
| Ludwig van Beethoven      | 100   |
| Wolfgang Amadeus Mozart   | 100   |
| Johann Sebastian Bach     | 87    |
| Richard Wagner            | 80    |
| Joseph Haydn              | 56    |
| Georg Friedrich Händel    | 46    |
| Igor Stravinskij          | 45    |
| Claude Debussy            | 45    |
| Franz Liszt               | 45    |
| Franz Schubert            | 44    |
| Robert Schumann           | 42    |
| Hector Berlioz            | 41    |
| Arnold Schoenberg         | 39    |
| Johannes Brahms           | 35    |
| Frédéric Chopin           | 32    |
| Claudio Monteverdi        | 31    |
| Giuseppe Verdi            | 30    |
| Felix Mendelssohn         | 30    |
| Carl Maria von Weber      | 27    |
| Christoph Willibald Gluck | 26    |

| Čínská literatura | Skóre |
| ----------------- | ----- |
| Tu Fu             | 100   |
| Li Bai            | 87    |
| Bai Juyi          | 86    |
| Su Shi            | 83    |
| Han Yu            | 80    |
| Qu Yuan           | 78    |
| Sima Qian         | 68    |
| Tao Qian          | 68    |
| Ouyang Xiu        | 61    |
| Yuan Zhen         | 49    |
| Guan Hanqing      | 45    |
| Sima Xiangru      | 41    |
| Liu Zongyuan      | 40    |
| Ban Gu            | 37    |
| Wang Wei          | 35    |
| Luo Guanzhong     | 34    |
| Ma Zhiyuan        | 34    |
| Wang Shifu        | 34    |
| Song Yu           | 33    |
| Cao Xueqin        | 32    |

| Západní umění        | Skóre |
| -------------------- | ----- |
| Michelangelo         | 100   |
| Pablo Picasso        | 77    |
| Rafael               | 73    |
| Leonardo da Vinci    | 61    |
| Tizian               | 60    |
| Albrecht Dürer       | 56    |
| Rembrandt            | 56    |
| Giotto               | 54    |
| Gian Lorenzo Bernini | 53    |
| Paul Cézanne         | 50    |
| Peter Paul Rubens    | 49    |
| Caravaggio           | 43    |
| Diego Velázquez      | 43    |
| Donatello            | 42    |
| Jan van Eyck         | 42    |
| Goya                 | 41    |
| Claude Monet         | 41    |
| Masaccio             | 41    |
| Vincent Van Gogh     | 40    |
| Paul Gauguin         | 38    |

| Věda – všechny disciplíny | Skóre |
| ------------------------- | ----- |
| Isaac Newton              | 100   |
| Galileo Galilei           | 89    |
| Aristoteles               | 78    |
| Johannes Kepler           | 53    |
| Antoine Lavoisier         | 51    |
| René Descartes            | 51    |
| Christiaan Huygens        | 49    |
| Pierre-Simon Laplace      | 48    |
| Albert Einstein           | 48    |
| Michael Faraday           | 46    |
| Louis Pasteur             | 46    |
| Ptolemaios                | 43    |
| Robert Hooke              | 41    |
| Gottfried Leibniz         | 40    |
| Ernest Rutherford         | 40    |
| Leonhard Euler            | 39    |
| Charles Darwin            | 37    |
| Jöns Jacob Berzelius      | 36    |
| Eukleides                 | 36    |
| James Clerk Maxwell       | 35    |

| Západní literatura    | Skóre |
| --------------------- | ----- |
| William Shakespeare   | 100   |
| J. W. Goethe          | 81    |
| Dante Alighieri       | 62    |
| Vergilius             | 55    |
| Homér                 | 54    |
| Jean-Jacques Rousseau | 48    |
| Voltaire              | 47    |
| Molière               | 43    |
| G. G. Byron           | 42    |
| Lev Tolstoj           | 42    |
| Fjodor Dostojevskij   | 41    |
| Petrarca              | 40    |
| Victor Hugo           | 40    |
| Friedrich Schiller    | 38    |
| Giovanni Boccaccio    | 35    |
| Horatius              | 35    |
| Euripides             | 35    |
| Jean Racine           | 34    |
| Walter Scott          | 33    |
| Henrik Ibsen          | 32    |

| Technika             | Skóre |
| -------------------- | ----- |
| James Watt           | 100   |
| Thomas Edison        | 100   |
| Leonardo da Vinci    | 60    |
| Christian Huygens    | 51    |
| Archimédes           | 51    |
| Guglielmo Marconi    | 50    |
| Vitruvius            | 43    |
| John Smeaton         | 37    |
| Henry Bessemer       | 34    |
| Thomas Newcomen      | 33    |
| Charles Babbage      | 33    |
| Carl Wilhelm Siemens | 32    |
| John Wilkinson       | 32    |
| Benjamin Franklin    | 32    |
| Charles Wheatstone   | 32    |
| Alfred Nobel         | 32    |
| Michael Faraday      | 31    |
| Denis Papin          | 31    |
| George Stephenson    | 30    |
| Samuel Morse         | 30    |